# افسر پلیس (فیلم ۱۹۹۲)
افسر پلیس (به هندی: Police Officer) فیلمی محصول سال ۱۹۹۲ و به کارگردانی آشوک گیکواد است. در این فیلم بازیگرانی همچون جکی شروف، کاریسما کاپور، پارش راوال، سادیشاو آمراپورکار، گلشن گروور، آریونا ایرانی ایفای نقش کرده‌اند.